# Jakob Schönenberger
Jakob Schönenberger (2 de octubre de 1931 - 1 de agosto de 2018) fue un político conservador suizo del Partido Demócrata Cristiano suizo, banquero y oberst.
Schönenberger fue al instituto en Einsiedeln antes de completar su licenciatura de derecho en la Universidad de Friburgo y el doctorado en la misma universidad en 1960. Desde 1977 trabajó como abogado en Wil.
De 1961 a 1976 Schönenberger fue regidor en Kirchberg y de 1968 a 1980 representante del Cantón de St. Gallen. De 1979 a 1991 ocupó un asiento en el Consejo de Estado. Como Oberst, presidió el Tribunal Divisional 7. Se sentó, entre otras cosas, para cuestiones de política financiera. Posteriormente fue presidente de la Asociación Suiza de la Industria de la Confección (1978-1996), miembro del Consejo Bancario del Banco Nacional Suizo (1993-1999), y miembro del Consejo de Administración de Helvetia Insurance (1985-2000).
Su hija Andrea Gmür-Schönenberger fue elegida para el Consejo Nacional de 2015.